# Noxocremastus sugonjaevi
Noxocremastus sugonjaevi är en stekelart som beskrevs av Narolsky 1993. Noxocremastus sugonjaevi ingår i släktet Noxocremastus och familjen brokparasitsteklar. Inga underarter finns listade i Catalogue of Life.